# باشگاه فوتبال هندوراس پروگرسو
باشگاه فوتبال دپورتیوو هندوراس پروگرسو (که معمولاً با نام هندوراس پروگرسو یا به سادگی هندوراس شناخته می‌شود)، یک باشگاه فوتبال هندوراسی مستقر در ال پروگرسو، هندوراس است. این تیم در سال ۱۹۶۵ تاسیس شد و در حال حاضر در لیگ ناسیونال هندوراس بازی می‌کند.